# ポンカ
ポンカ族（Ponca）、またはポンカラ族は、北米大陸の北部平原地方に先住するインディアン部族。

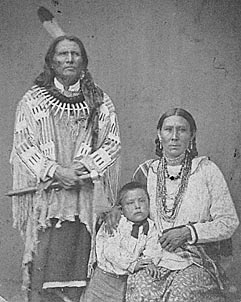
マチュナーザー（スタンディング・ベアー）酋長と彼の妻子

## 文化
現在2500人ほどがアメリカ合衆国のネブラスカ州とオクラホマ州に定住している。オクラホマ州には同族名から因んだポンカ市がある。
ポンカ族は小さな部族で1780年に推定800人だった。オマハ族とは関連性があり、オマハ・ポンカ族（Omaha-Ponca）とも言い、スー族語系の支族ダコタ族系に属している。
ティピーを伝統住居とし、馬に乗ってバッファローを狩る典型的な「平原インディアン」だった。

## ポンカ族と強制移住
1877年に、アメリカ政府はララミー砦条約を盾にポンカ族をネブラスカからオクラホマへ強制移住させ、彼らの立ち退いた土地を、スー族にあてがった。徒歩による過酷な強制移住の際に、部族員の1/3が死んだ。これに対し、スタンディング・ベアー酋長らの約40名のグループが命令に背き、ネブラスカへ帰還し逮捕された。スタンディング・ベアーはオマハ族の協力のもとアメリカ政府相手に訴訟を起こし、見事これに勝訴。部族はネブラスカの「北部ポンカ族」とオクラホマの「南部ポンカ族」として二分され現在に到る。

## 連邦政府によるポンカ族の絶滅指定と、部族復活
1962年、アメリカ連邦政府は、1945年から開始されたインディアン部族の認定打ち切り方針によってポンカ族を「絶滅部族」とした。
1966年、この決定を受け、連邦政府はポンカ部族固有の土地を没収し、ララミー砦条約に基づくすべての対ポンカ族の福利厚生サービスと年金支給を停止した。
ネブラスカ大学のベス・リッター教授はこう述べている。「部族の認定終了は、ポンカ族が発展するための多くの道の、絶対的な死を意味しました。彼らは、連邦が認定した部族が受ける、すべてのサービスを失い、部族のメンバーは土地に加えて、彼らの健康管理と教育の場を失いました」
ほとんどが農業者であったポンカ族は保留地を没収され、土地を奪われて失業者となり、着のみ着のままで都市部へと引っ越さざるを得なくなった。
1986年、フレッド・リロイ（Fred Leroy）を初めとするポンカ族活動家たちは、国中のポンカ・グループに対し、442通の葉書を出し、ポンカ族を再び蘇らせるべきかどうかアンケートを行った。結果、442通のうち360通が「復活させるべきである」と答えた。
当時36歳だったリロイは語っている。「人々は、この考えについて耳を傾け始めました。私は遠くアラスカからもお呼びがかかるようになったのです。ポンカ族は、絶滅認定された109の部族の最後の一つでした」
1987年、この結果を受けて、リロイたちは、2,500人を超えるポンカ部族を連邦政府に再認定させることを目的として「北ポンカ族復活委員会（The Northern Ponca Restoration Committee）」を設立、ネブラスカ議会に対し、認定要求を開始した。しかし、認定審査は遅々として進まなかった。リロイはこれを「人種差別によるものである」と語っている。
1990年、ついにネブラスカ州のJ.ジェームズ・エクソンとボブ・ケリー上院議員が認定復活要求に署名。同年10月、ブッシュ大統領がポンカ族を認定署名し、晴れてポンカはインディアン部族として復活した。
これを受けてリロイは、「まさかこれが叶うとは思ってもみなかった」と語り、「あなたが何かをしたいと思うなら、心をそこに傾けるべきです。そうすれば、何であっても達成することができるものなのです。」とコメントしている。

## インディアン・カジノ
1999年、ネブラスカ州の北部ポンカ族はネブラスカとアイオワの州境にあるカーター湖畔の土地5エーカー（20235㎡）を購入した。
2003年2月、ポンカ族はこの土地をBIA（インディアン管理局）に信託し、BIAはこれを、賭けごと目的でない、医療設備用の土地として州に申告した。
2007年12月、全米インディアンカジノ委員会は、この土地でのポンカ族のインディアン・カジノの開設を許可した。これに対し、アイオワ州が許可不認定を求め提訴した。
2008年12月、連邦政府は、北部ポンカ族の、カーター湖畔での部族カジノ開設申請に対して協約内容に違反があったとして不許可裁定を下した。ポンカ族はこれを部族の公共医療に使用されるものとして不服抗告を行い、現在も係争中である。

## ポンカ族の著名人
- スタンディング・ベア（マチュナーザー）

1858年、白人による、ネブラスカからオクラホマへのポンカ族の強制移住命令に対し、裁判に訴え、1879年に「インディアンは人間である」との文言とともに強制移住無効の最高裁判決を勝ち取った酋長。